# Ґомбіно
Ґомбіно (пол. Gąbino, нім. Gambin) — село в Польщі, у гміні Устка Слупського повіту Поморського воєводства.
Населення — 360 осіб (2011).
У 1975-1998 роках село належало до Слупського воєводства.

## Демографія
Демографічна структура станом на 31 березня 2011 року:
|          | Загалом | Допрацездатний вік | Працездатний вік | Постпрацездатний вік |
| -------- | ------- | ------------------ | ---------------- | -------------------- |
| Чоловіки | 185     | 46                 | 130              | 9                    |
| Жінки    | 175     | 35                 | 118              | 22                   |
| Разом    | 360     | 81                 | 248              | 31                   |